# Њу Вотерфорд (Охајо)
Њу Вотерфорд (енгл. New Waterford) град је у америчкој савезној држави Охајо.

## Демографија
По попису из 2010. године број становника је 1.238, што је 153 (-11,0%) становника мање него 2000. године.
| Група             | 2000.         | 2010.         |
| Белци             | 1.373 (98,7%) | 1.210 (97,7%) |
| Афроамериканци    | 1 (0,1%)      | 2 (0,2%)      |
| Азијати           | 0 (0,0%)      | 6 (0,5%)      |
| Хиспаноамериканци | 2 (0,1%)      | 8 (0,6%)      |
| Укупно            | 1.391         | 1.238         |